# Tenedos certus
Tenedos certus är en spindelart som först beskrevs av Rudy Jocqué och Darrell Ubick 1991.  Tenedos certus ingår i släktet Tenedos och familjen Zodariidae. Inga underarter finns listade i Catalogue of Life.